# ونا (استان وارمی-ماسوری)
ونا (به لاتین: Łyna) یک روستا در لهستان است که در گمینا نگجتسا واقع شده‌است. ونا ۴۴۰ نفر جمعیت دارد.